# Kílian Jornet Burgada
Kílian Jornet Burgada (Spanyolország, Sabadell, 1987. október 27. –) professzionális túrasíző és ultrafutó. Hatszor nyerte meg a Skyrunner Világsorozat hosszú távját és számos nívós ultraversenyen többször is első lett, úgy mint az Ultra-Trail du Mont-Blanc-on, a Grand Raid-en, a Western States Endurance Run-on és a Hardrock Hundred Mile Endurance Run-on. Csúcstartó a Matterhorn-on, a Mont Blanc-on, a Denali-n és a Mount Everest-en is, ő jutott fel a leggyorsabban.

## Életrajz

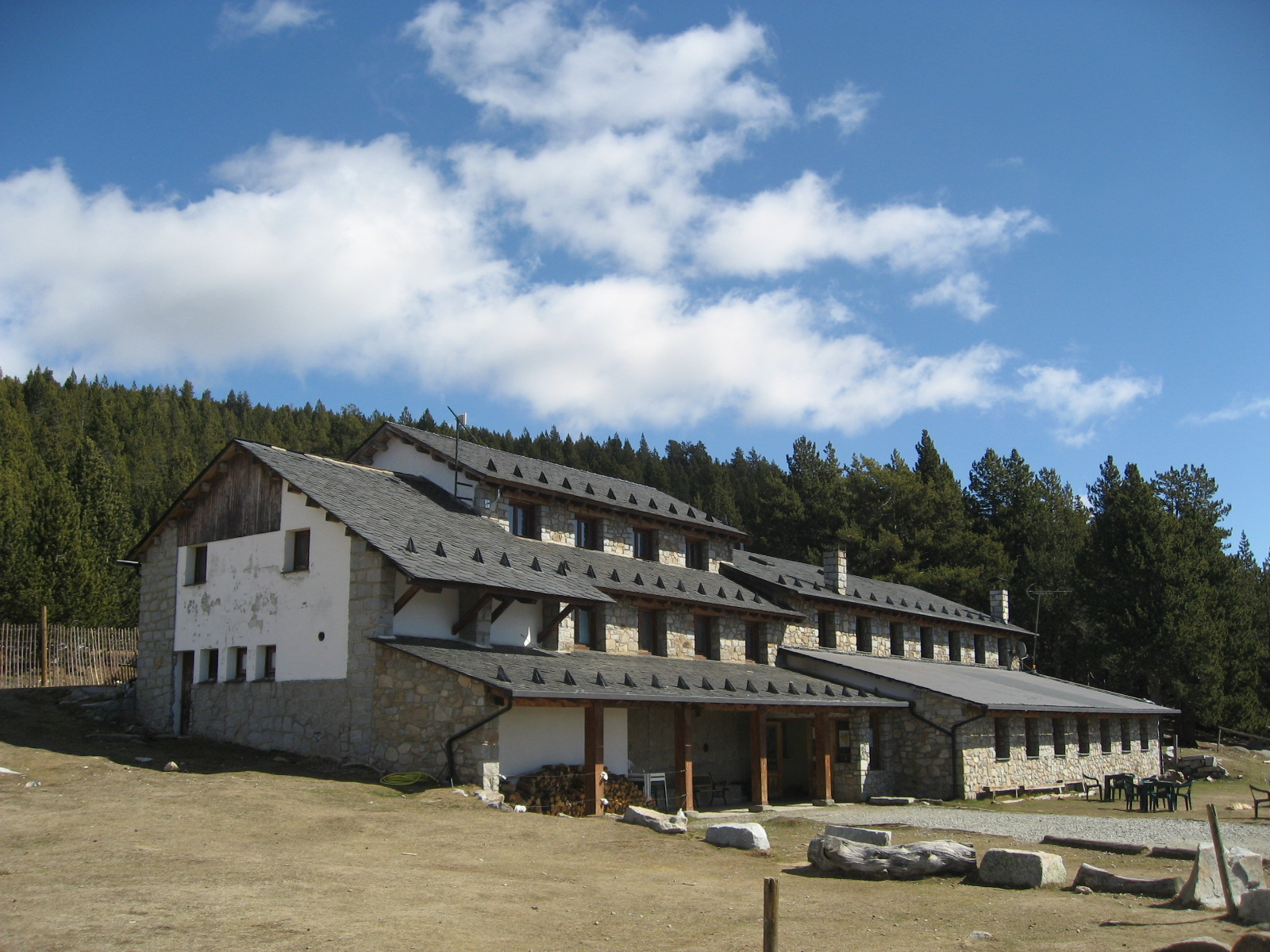
A Cap de Rec hegyi ház

Journet 1987. október 27-én született a spanyolországi Sabadell-ben. 2000 méteren nőtt fel, a pireneusi Refugi de Cap de Rec nevű hegyi házban, a Lles de Cerdanya faluban található Lles síterepen, ahol édesapja házfelügyelő és hegyi vezető volt. Három évesen a 3000 méter magas Tuc de Molières-t mászta meg, öt évesen a pireneusok legmagasabb csúcsát, a 3400-as Aneto-t, majd egy évvel később a 4000 méteren fekvő Breithorn-t Svájcban.
1999-ben kezdett el túrasízni és először teljesítette 2000-ben a La Molina-t a Spanyol Bajnokságon. 2003-ban a spanyol nemzeti túrasíző csapat junior tagja lett, majd 2007-ben kezdett el felnőtt korosztályban versenyezni. Kilian a Perpignani Egyetemen tanult.
2004-ben a katalán és a spanyol sporttanács elismerte Kiliant elit sportolónak. 2004-ben, 2005-ben és 2006-ban megnyerte a Katalán Sport-díjat junior túrasí kategóriában. 2005-ben a 4015 méter magas Dôme de Neige des Écrins csúcsra 2:30:57-es idővel pályarekorddal ért fel. 2007-ben, 2008-ban és 2009-ben legfiatalabb sportolóként világbajnok lett a Buff SkyRunner World Series-en.

## Eredményei

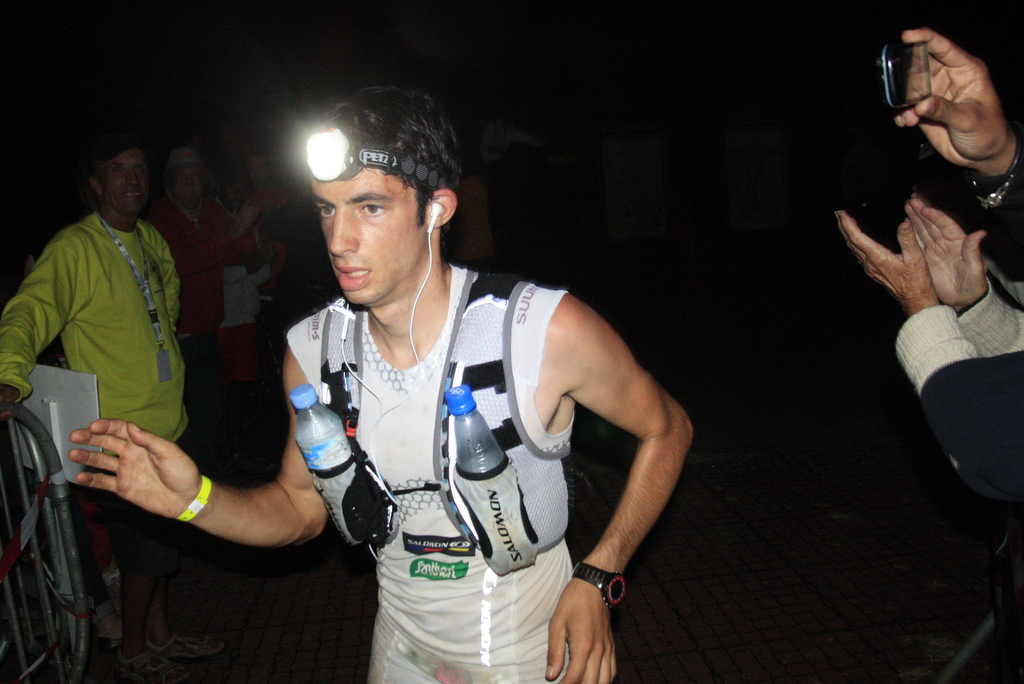
Kilian a 2010-es Grand Raid-en

### Terepfutás, skyrunning
- 2005
  - Cuita al Sol: 1. és 2. hely az összetettben
  - Dôme de Neige des Écrins: 1. hely és pályarekord
  - Cross Vertical: 2. hely
  - Prueba de Copa de España: 2. hely

- 2006
  - Nemzetközi Bajnokság, csapat verseny, SkyGames: 1. hely
  - Francia Terepfutó Bajnokság: 1. hely, junior kategória
  - Skyrunning Világbajnokság: 6. hely

- 2007
  - Skyrunner Világsorozat: az év bajnoka és négyszeres első helyezett
  - Mount Ontake Skyrace: 1. hely
  - Orobie Skyrace csapatverseny, Jordi Martin Pascual-lal és Xavier Zapater Bargue-vel: 2. hely

- 2008
  - Skyrunner Világsorozat: az év bajnoka és háromszoros első helyezett
  - Ultra-Trail du Mont-Blanc: 1. hely

- 2009
  - Skyrunner Világsorozat: bajnok
  - 23. Mt. Kinabalu Climbathon: 1. hely
  - Ultra Trail Andorra: 1. hely
  - Ultra-Trail du Mont-Blanc: 1. hely

- 2010
  - Western States Endurance Run: 3. hely
  - Sierre-Zinal "La course des cinq 4000" 31 km: 1. hely
  - Grand Raid de la Réunion: 1. hely

- 2011
  - The North Face 100: 1. hely, pályacsúcs
  - Western States Endurance Run: 1. hely
  - Ultra-Trail du Mont-Blanc: 1. hely

- 2012:
  - 26. Mt. Kinabalu Climbathon in Borneo: 1. hely
  - Pikes Peak Marathon: 1. hely
  - Grand Raid de la Réunion: 1. hely

- 2013:
  - Transvulcania: 1. hely
  - Zegama-Aizkorri: 1. hely
  - Marathon du Mont Blanc: 1. hely
  - Ice Trail Tarantaise: 1. hely
  - Dolomites Vertical Kilometer: 1. hely
  - Dolomites SkyRace: 1. hely
  - Trans D'Havet: 1. hely
  - Matterhorn Ultraks: 1. hely
  - Limone SkyRace Extreme: 1. hely
  - Mount Kilimanjaro, emelkedés és emelkedés/ereszkedés (5:23:50, 7:14:00): világcsúcs

- 2014
  - Transvulcania: 2. hely
  - Zegama-Aizkorri: 1. hely
  - Hardrock Hundred Mile Endurance Run: 1. hely, pályacsúcs, óramutató járásával megegyező irányba
  - Marathon du Mont Blanc: 1. hely
  - Skyrunner Világbajnokság: 1. hely
  - Sierre-Zinal: 1. hely
  - Trofeo Kima: 1. hely

- 2015
  - Mount Marathon Race: 1. hely, pályacsúcs
  - Hardrock Hundred Mile Endurance Run: 1. hely, pályacsúcs, óramutató járásával megegyező irányba
  - Ultra Pirineu: 1. hely, pályacsúcs

- 2016
  - Zegama-Aizkorri: 1. hely (nyolcadszorra)
  - Hardrock Hundred Mile Endurance Run: 1. hely (Jason Schlarb-bal együtt)

## Bibliográfia
- La Frontera Invisible, Now Books, 2013, ISBN 9788494008986 (The invisible border)
- Futni vagy meghalni; ford. Koronczay Dávid, Tóbiás Judit; Gabo Kiadó, Bp., 2014, ISBN 9789636897314 (Run or Die, Velo Press, 2011, ISBN 1937715094)
- Semmi sem lehetetlen; ford. Ungvári Ildikó, Mokány Lajos; Gabo Kiadó, Bp., 2020, ISBN 9789634069355 (Above the Clouds, HarperOne, 2020, ISBN 9780062965035)